# Остров Путятина
О́стров Путя́тина — остров в заливе Петра Великого Японского моря, в 50 км к юго-востоку от Владивостока и в 35 км к западу от Находки. Назван в честь русского адмирала и государственного деятеля Е. В. Путятина. Административно остров относится к ЗАТО Фокино.

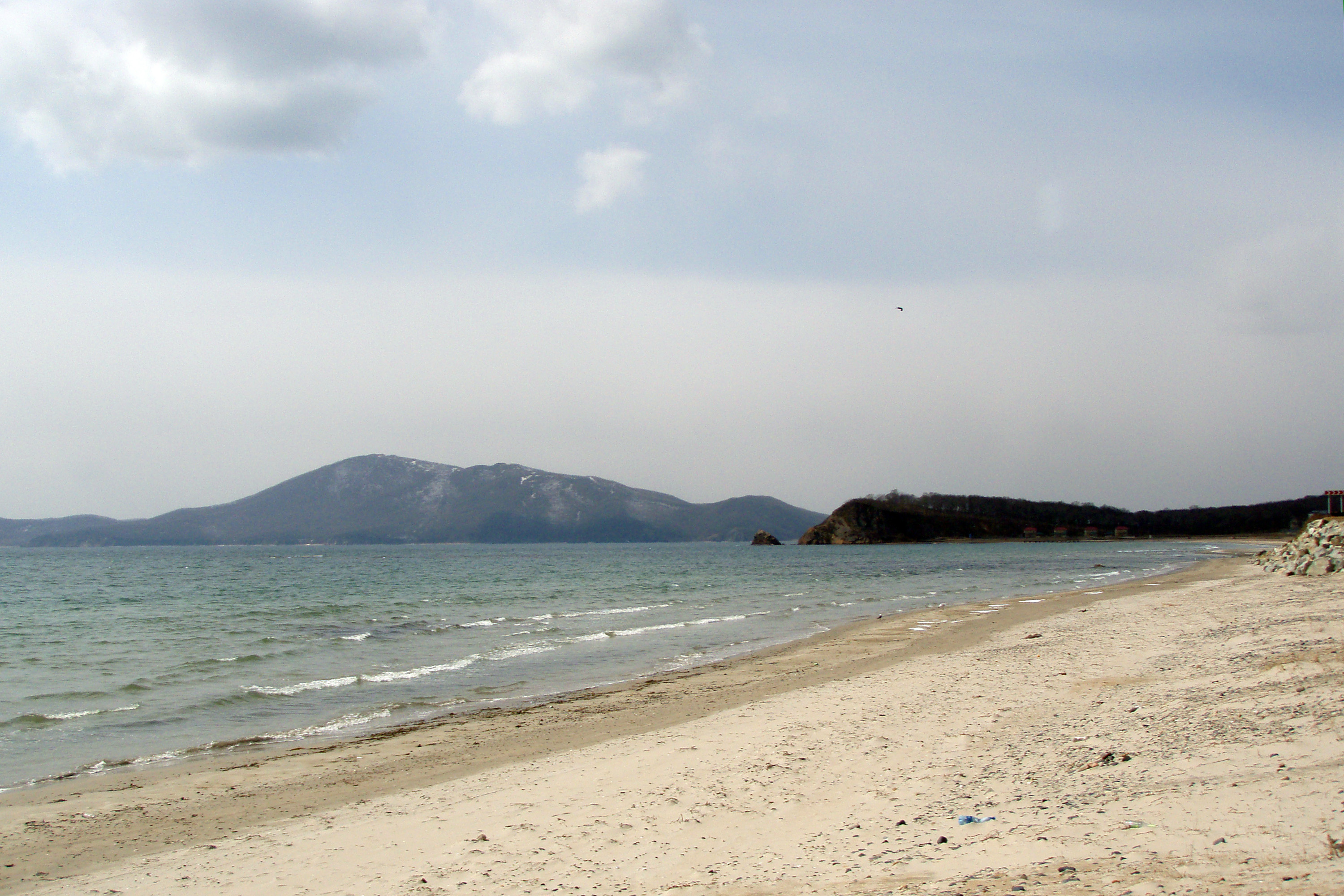
Вид на остров Путятина с берега залива Стрелок

## Население
Население по переписи 2002 года составило 1133 человека; по оценке на 2005 год — 1058 человек; 994 человека в 2010 году. Всё оно сосредоточено в единственном посёлке с одноимённым острову названием. Остров Путятина - самый южный обитаемый остров России.

## История
В 1891 году на острове поселился купец А. Д. Старцев, сын декабриста Н. А. Бестужева. Им было приобретено на острове 1000 десятин земли; остальная взята в долгосрочную аренду.
Он основал на острове имение с образцовым хозяйством: развел табачную и шелковичную плантации, два фруктовых сада, виноградник, ферму, конный завод. В 1893—1896 годах он построил на острове кирпичный и фарфоровый заводы, слесарно-механические мастерские, чугунолитейное отделение.
В отчетах с Амурско-Приморской сельскохозяйственной и промышленной выставки 1899 года особенно выделялся в хозяйстве Старцева на острове конный завод. В 1893 году туда было доставлено 5 жеребцов и 10 кобылиц чистокровной орловской породы, затем из Монголии 34 лошади (из 80 в пути погибло 46); а через пять лет на острове было уже более 200 лошадей новой породы. В газетных отчётах писалось также о кирпичном заводе, производстве цемента, механической и столярной мастерских, где делалась прекрасная мебель. «Изделия его фарфоровой фабрики, единственной в крае, являются выдающимися — большие вазы, тонкие чайные сервизы, обыкновенный столовый фарфор… Такая работа, как бюст Пушкина в натуральную величину, является образцовой… за что он по справедливости получил большую серебряную медаль».
В 1929 году в посёлке Путятин был образован крупный зверосовхоз, позже — рыбообрабатывающий комбинат.

## География
Остров Путятина расположен в северной части залива Петра Великого, в заливе Стрелок. Минимальное расстояние между островом (мыс Старцева) и материком (мыс Стрелок) составляет всего около 1,5 км. Длина острова около 24 км.
Остров гористый, самая высокая точка — гора Старцева, расположена в его северной части, имеет высоту 353 м. Берега возвышенные и во многих местах прорезаны долинами и оврагами. Восточный берег острова сложен из гранита с прослойкой кварца. Юго-восточный берег обрывист и состоит из красноватого гранита, он порос травой и кустарником. Северная часть острова покрыта лесом и кустарником, в лесу резко выделяются широкие просеки, приметные с больших расстояний. Берега почти на всем протяжении окаймлены рифами, выступающими в залив. Общая площадь острова составляет 2790 га или 27,9 км².

## Климат
Климат острова типичен для юга Приморья. Средняя температура января −8,0 °C, августа +21,0 °C. Температура морской воды с середины июля по середину сентября превышает +20 °C.

## Топонимика
Мыс Бартенева. Мыс нанесён на карту в 1859 году и назван по фамилии командира брига «Парис» капитан-лейтенанта Бутенева. Название м. Бартенева появилось в 1866—1878 гг. по фамилии одного из нескольких морских офицеров Бартеневых.
Мыс Родионова. Мыс назван по фамилии Э. Л. Родионова, участника гидрографических работ в заливе Петра Великого.
Мыс Развозова. Мыс описан в 1862 году экипажем клипера «Разбойник». Тогда же назван предположительно по фамилии мичмана Владимира Развозова или мичмана Николая Развозова.
Мыс Шулепникова. Мыс назван по фамилии А. В. Шулепникова (Щулепникова), коменданта Кронштадтского порта.

## Туризм
Несмотря на то, что город Фокино является ЗАТО, доступ на Путятин не ограничен. В летнее время остров привлекает туристов необыкновенными пейзажами, чистым и тёплым морем, своеобразным ландшафтом, обилием грибов и лекарственных растений. На острове находится знаменитое озеро Гусиное — природное озеро, где растет занесённый в Красную книгу России лотос Комарова. 20 лет назад все мелководье было покрыто сплошным ковром из лотоса. Сейчас площадь произрастания лотоса значительно сократилась: сказывается негативное влияние деятельности человека. В 60-е годы на озере проводилась заготовка льда для рыбокомбината, из-за этого оно стало промерзать. Затем местный зверосовхоз начал распашку земель в водосборном бассейне, что вызвало заиление озера. Завершили картину глубокие лужи мазута и брошенные ёмкости разных размеров. Рельеф долины таков, что нефтепродукты с паводковыми и талыми водами весной распространяются на всю территорию, включая озеро. Лотос под угрозой исчезновения.
На Путятине расположены памятники природы, а также военно-исторические объекты. При школе действует музей.
Между посёлком Дунай и островом существует регулярная круглогодичная паромная переправа.

## В культуре
- «Остров Путятин» — песня Юрия Визбора

## Топографические карты
- Лист карты K-53-VII Находка. Масштаб: 1 : 200 000. Состояние местности на 1979 год. Издание 1983 г.